# Jim Denney
Pour les articles homonymes, voir Denney (homonymie).
Jim Denney (né le 5 juillet 1983) est un sauteur à ski américain.

## Palmarès

### Coupe du Monde
- Meilleur résultat : 31e